# Liste d'œuvres d'art victimes de la mobilisation des métaux non ferreux en Bourgogne-Franche-Comté
 (juillet 2021).
Pour un article plus général, voir Liste d'œuvres d'art victimes de la mobilisation des métaux non ferreux.
Cet article vise à recenser les œuvres d'art dans l'espace public en bronze qui ont été fondues sous le régime de Vichy dans le cadre de la mobilisation des métaux non ferreux, en Bourgogne-Franche-Comté.
Les œuvres sont classées par ordre alphabétique de départements et, au sein de ceux-ci, par ordre alphabétique de communes.

## Côte-d'Or
| Œuvre                                      | Auteur                 | Commune   | Localisation                                                            | Notes | Installation | Coordonnées    | Illustration |
| ------------------------------------------ | ---------------------- | --------- | ----------------------------------------------------------------------- | --- | ------------ | -------------- | --- |
| Buste de Paul Bouchard,                    | Henri Bouchard         | Beaune    | Dans le parc de la Bouzaize                                             | | 1899         | à géolocaliser | Image manquante |
| Buste de Félix Ziem,                       | Victor Ségoffin        | Beaune    | Sur la place Ziem                                                       | Représentait Félix Ziem. | 1931         | à géolocaliser | Image manquante |
| Monument à Sadi Carnot,                    | Georges Loiseau-Bailly | Beaune    | Sur la place Carnot                                                     | Représentait Sadi Carnot. | 1896         | à géolocaliser | Image manquante |
| Buste de Pierre-Toussaint Thévenot         | Mathurin Moreau        | Dijon     | Dans la cour de l'école normale d’instituteurs, rue Charles Dumont      | Un buste de remplacement est installé[Quand ?] dans l'école. | 1870         | à géolocaliser | Buste de Pierre-Toussaint Thévenot« Monument à Pierre-Toussaint Thévenot à Dijon », sur e-monumen |
| Médaillon du monument à Hippolyte Fontaine | Paul Gasq              | Dijon     | École pratique de commerce et d'industrie de garçons Hippolyte Fontaine | Représentait Hippolyte Fontaine. Un médaillon de remplacement est installé[Quand ?]. | 1933         | à géolocaliser | Médaillon du monument à Hippolyte Fontaine« Monument à Hippolyte Fontaine à Dijon », sur e-monumen |
| Médaillon du monument à Eugène Piron,      | Paul Gasq              | Dijon     | Dans le jardin Darcy                                                    | Représentait Eugène Piron. Un médaillon de remplacement est installé[Quand ?]. | 1938         | à géolocaliser | Médaillon du monument à Eugène Piron« Monument à Eugène Piron à Dijon », sur À nos grands hommes,« Monument à Eugène Piron à Dijon », sur e-monumen |
| Statue de Jean-Philippe Rameau,            | Eugène Guillaume       | Dijon     | Sur la place Rameau                                                     | Représentait Jean-Philippe Rameau. Une statue de remplacement en pierre réalisée par Lefebvre est installée en 1950. | 1878         | à géolocaliser | Statue de Jean-Philippe Rameau« Monument à Rameau à Dijon », sur À nos grands hommes,« Monument à Rameau à Dijon », sur e-monumen |
| Buste de Victor Proudhon,                  | Léon Breuil            | Dijon     | Dans la cour de l'école de droit                                        | Représentait Victor Proudhon. Un buste de remplacement en pierre réalisé par Lefebvre est installé[Quand ?]. Il est retiré et installé plus loin[Où ?] en 1984.                                                                                      | 1892         | à géolocaliser | Image manquante |
| Buste du lieutenant-colonel Henri Moll,    | Paul Auban             | Dijon     | Devant la caserne Vaillant, avenue Garibaldi                            | Représentait Henri Moll. Le piédestal resté vide, est détruit en 1966. | 1916         | à géolocaliser | Image manquante |
| Statue de Giuseppe Garibaldi,              | Paul Auban             | Dijon     | Rue Jean-Jacques Rousseau                                               | Représentait Giuseppe Garibaldi. Un buste de remplacement est installé en 1961. Il intégré à un décor en trompe-l'œil en 1986 et le piédestal est retiré.                                                                                            | 1900         | à géolocaliser | Image manquante |
| Médaillon du monument à Henry Bazin,       | Ovide Yencesse         | Dijon     | Sur la place Edgar Quinet                                               | Représentait Henry Bazin. Un médaillon de remplacement est installé[Quand ?]. | 1922         | à géolocaliser | Médaillon du monument à Henry Bazin« Monument à Henry Bazin à Dijon », sur À nos grands hommes,« Monument à Henry Bazin à Dijon », sur e-monumen |
| Statue de François Rude,                   | Joseph Tournois        | Dijon     | Dans le jardin Darcy                                                    | Représentait François Rude. Une statue de la Liberté est installée sur le piédestal en 1944. Le piédestal est détruit en 1949. Une statue de remplacement en pierre réalisée par Pierre Vigoureux est installée sur la place Auguste-Dubois en 1953. | 1886         | à géolocaliser | Statue de François Rude« Monument à François Rude à Dijon », sur À nos grands hommes,« Monument à François Rude à Dijon », sur e-monumen · Statue de François Rude« Monument à François Rude à Dijon », sur À nos grands hommes,« Monument à François Rude à Dijon », sur e-monumen |
| Buste d'Henry Darcy,                       | François Jouffroy      | Dijon     | Dans le jardin Darcy                                                    | Représentait Henry Darcy. Un buste de remplacement identique est installé en 1945. | 1858         | à géolocaliser | Buste d'Henry Darcy« Monument à Darcy, ou Monument du réservoirs des fontaines, ou Château d'eau à Dijon », sur À nos grands hommes,« Monument à Darcy, ou Monument du réservoir des fontaines, ou Château d'eau à Dijon », sur e-monumen                                           |
| Buste de Louis Jean-Marie Daubenton        | Edme Marie Cadoux      | Montbard  | Dans le parc Buffon                                                     | Représentait Louis Jean-Marie Daubenton. Une statue de remplacement en pierre réalisée par Marcel Paupion est installée en 1947. | 1901         | à géolocaliser | Buste de Louis Jean-Marie Daubenton« Monument à Daubenton à Montbard », sur e-monumen |
| Statue d'Eugène Guillaume,                 | Jules Déchin           | Montbard  | Sur la place de la mairie                                               | Représentait Eugène Guillaume. | 1911         | à géolocaliser | Image manquante |
| Statue de Sadi Carnot,                     | Alexandre Falguière    | Nolay     | Devant l'hôtel de ville                                                 | Représentait Sadi Carnot. | 1895         | à géolocaliser | Statue de Sadi Carnot« Monument à Sadi Carnot à Nolay », sur À nos grands hommes,« Monument à Sadi Carnot à Nolay », sur e-monumen |
| Buste d'Eugène Spuller,                    | Paul Gasq              | Sombernon | À déterminer                                                            | Représentait Eugène Spuller. | 1904         | à géolocaliser | Image manquante |

## Doubs
| Œuvre                                                       | Auteur                      | Commune     | Localisation                                                                            | Notes | Installation | Coordonnées                      | Illustration                                  |
| ----------------------------------------------------------- | --------------------------- | ----------- | --------------------------------------------------------------------------------------- | --- | ------------ | -------------------------------- | --------------------------------------------- |
| Statue du général Pierre Claude Pajol,                      | Charles Pierre Victor Pajol | Besançon    | Dans le parc Chamars                                                                    | Représentait Pierre Claude Pajol. | 1864         | 47° 14′ 00″ nord, 6° 01′ 06″ est | Statue du général Pierre Claude Pajol         |
| Statue du marquis Claude de Jouffroy d'Abbans,              | Charles Gauthier            | Besançon    | Sur la place Jouffroy d'Abbans                                                          | Représentait Claude de Jouffroy d'Abbans. Une statue de remplacement en pierre réalisée par Jean Jégou est installée à sa place en 1946 puis transférée sur la promenade de l'Helvétie en 1951. Elle est pivotée pour que son regard soit tourné vers la rivière Doubs en 1986. Une autre statue, en bronze, réalisée par Pascal Coupot, est installée en 1997 près du pont Battant, puis sur celui-ci. | 1884         | 47° 14′ 24″ nord, 6° 01′ 12″ est | Statue du marquis Claude de Jouffroy d'Abbans |
| Buste d'Anne Biget                                          | Just Becquet                | Besançon    | Sur la façade de l'hôpital Saint-Jacques                                                | Représentait Anne Biget. Un buste de remplacement réalisé par Georges Laëthier est installé[Quand ?]. | 1890         | à géolocaliser                   | Buste d'Anne Biget                            |
| Buste de l'amiral Ulysse Auguste Devarenne,                 | Jean-André Delorme          | Besançon    | Dans le square Saint-Amour                                                              | Représentait Ulysse Auguste Devarenne. | 1896         | 47° 14′ 22″ nord, 6° 01′ 38″ est | Image manquante                               |
| Buste d'Henri Bouchot,                                      | Armand Bloch                | Besançon    | Dans le square Henri-Bouchot, rue Battant                                               | Représentait Henri Bouchot. Un buste de remplacement en pierre réalisé par Georges Saupique est installé en 1946. | 1907         | 47° 14′ 37″ nord, 6° 01′ 19″ est | Buste d'Henri Bouchot                         |
| Statue de Pierre-Joseph Proudhon                            | Georges Laëthier            | Besançon    | À déterminer                                                                            | Représentait Pierre-Joseph Proudhon. Une statue de remplacement réalisée par Georges Oudot est installée en 1956 dans le square Sarail. | 1910         | à géolocaliser                   | Statue de Pierre-Joseph Proudhon              |
| Allégorie féminine et buste du monument à Théobald Chartran | Victor Segoffin             | Besançon    | Sur la place du Théâtre                                                                 | Représentait Théobald Chartran. Un buste de remplacement réalisé par Georges Laëthier est installé en 1948. L'allégorie féminine n'a pas été remplacée. | 1910         | 47° 14′ 05″ nord, 6° 01′ 35″ est | Buste de Théobald Chartran                    |
| Statue de Pierre Joseph Jeanningros,                        | Léon Lafauche               | Besançon    | Promenade des Glacis                                                                    | Représentait Pierre Joseph Jeanningros. Érigé sur la lunette 41 des Glacis en 1909. | 1926         | 47° 14′ 45″ nord, 6° 01′ 24″ est | Statue de Pierre Joseph Jeanningros           |
| Buste de Pierre-Frédéric Dorian,                            | Armand Bloch                | Montbéliard | Sur la place Dorian                                                                     | Représentait Pierre-Frédéric Dorian. | 1892         | à géolocaliser                   | Image manquante                               |
| Statue d'Aristide Denfert-Rochereau,                        | Just Becquet                | Montbéliard | Sur la place d'armes                                                                    | Représentait Aristide Denfert-Rochereau. Le piédestal resté vide est retiré en 1960. | 1879         | 47° 30′ 32″ nord, 6° 47′ 41″ est | Statue d'Aristide Denfert-Rochereau           |
| Buste de Jules Viette                                       | Armand Bloch                | Montbéliard | Dans le jardin, à côté du lycée professionnel, avenue du Maréchal de Lattre de Tassigny | Représentait Jules Viette. Un buste de remplacement réalisé par Jean Fleury est installé en 1956. | À déterminer | 47° 30′ 42″ nord, 6° 47′ 47″ est | Buste de Jules Viette                         |

## Haute-Saône
| Œuvre                                              | Auteur                | Commune             | Localisation                                      | Notes | Installation | Coordonnées    | Illustration |
| -------------------------------------------------- | --------------------- | ------------------- | ------------------------------------------------- | --- | ------------ | -------------- | --- |
| Buste du pasteur Georges David Durot               | Henri-Frédéric Iselin | Clairegoutte        | Sur la fontaine-lavoir de la cure                 | Un buste de remplacement identique est installé en 1989.                                                                                               | 1880         | à géolocaliser | Buste du pasteur Georges David Durot« Monument au Pasteur Georges David Durot à Clairegoutte », sur e-monumen                                                            |
| Buste de Charles Bontemps et l'allégorie féminine, | À déterminer          | Jussey              | Rue Charles Bontemps                              | Représentait Charles Bontemps. Un buste de remplacement en pierre est installé[Quand ?].                                                               | À déterminer | à géolocaliser | Buste de Charles Bontemps et l'allégorie féminine« Monument Charles Bontemps à Jussey », sur À nos grands hommes,« Monument à Charles Bontemps à Jussey », sur e-monumen |
| Buste d'Edmond Hézard,                             | À déterminer          | Le Pont-de-Planches | Route de La Neuvelle-lès-la-Charité (RD 296)      | | À déterminer | à géolocaliser | Buste d'Edmond Hézard« Monument à Edmond Hézard à Pont-de-Planches », sur À nos grands hommes,« Buste d'Edmond Hézard à Pont-de-Planches », sur e-monumen                |
| Buste du docteur Pierre Joseph Desault,            | Henri-Frédéric Iselin | Lure                | Avenue de la République                           | Représentait Pierre Joseph Desault. Un buste de remplacement identique est installé en 1988.                                                           | 1876         | à géolocaliser | Buste du docteur Pierre Joseph Desault« Monument au docteur Desault à Lure », sur À nos grands hommes,« Monument au docteur Desault à Lure », sur e-monumen              |
| Buste de Paul Morel,                               | Henri Bouchard        | Vesoul              | Dans le jardin anglais, 2 rue Pierre-de-Coubertin | Représentait Paul Morel. Un buste de remplacement est installé[Quand ?] à l'intersection de l'avenue Aristide Briand (RN 57) et de la rue Simone Veil. | 1935         | à géolocaliser | Image manquante |

## Jura
| Œuvre                                                                           | Auteur               | Commune         | Localisation                                             | Notes | Installation | Coordonnées                      | Illustration |
| ------------------------------------------------------------------------------- | -------------------- | --------------- | -------------------------------------------------------- | --- | ------------ | -------------------------------- | --- |
| Lévriers,                                                                       | À déterminer         | Champagnole     | Dans le parc Bellefrise                                  | Une statue de remplacement réalisée par Pierre Duc est installée[Quand ?]. | À déterminer | à géolocaliser                   | Image manquante |
| Statue de Jules Grévy,                                                          | Alexandre Falguière  | Dole            | Sur la place Jules Grévy                                 | Représentait Jules Grévy. | 1893         | à géolocaliser                   | Image manquante |
| Buste de Xavier Bichat,                                                         | Victor Huguenin      | Lons-le-Saunier | Dans la cour de l'hôpital                                | Représentait Xavier Bichat. | 1837         | à géolocaliser                   | Image manquante |
| Buste de Jean-Joseph Perraud                                                    | Max Claudet          | Lons-le-Saunier | Sur la place Perraud                                     | Représentait Jean-Joseph Perraud. Un buste de remplacement en pierre est installé[Quand ?]. | 1880         | 46° 40′ 35″ nord, 5° 33′ 11″ est | Buste de Jean-Joseph Perraud |
| Statue du général Jean-Pierre Travot,                                           | Hippolyte Maindron   | Poligny         | Sur la place des déportés (anciennement place nationale) | Représentait Jean-Pierre Travot. Une statue de remplacement réalisée par Bernard Jobin est installée en 1990. | 1867         | 46° 50′ 03″ nord, 5° 42′ 33″ est | Statue du général Jean-Pierre Travot |
| Buste de Wladimir Gagneur,                                                      | Marguerite Syamour   | Poligny         | Dans le square Piquet-Bergère                            | Représentait Wladimir Gagneur. Un vase Médicis est installé à la place en 1945. | 1890         | à géolocaliser                   | Buste de Wladimir Gagneur« Monument à Wladimir Gagneur à Poligny », sur À nos grands hommes,« Monument à Wladimir Gagneur à Poligny », sur e-monumen |
| Statue de Voltaire du monument à Voltaire et Charles-Gabriel-Frédéric Christin, | Marguerite Syamour   | Saint-Claude    | Sur la place Voltaire                                    | Représentait Voltaire. Une statue de remplacement réalisée par Braco Dimitrijević (en) est installée en 1997. Le buste de Charles-Gabriel-Frédéric Christin est retiré[Quand ?] et installé sur un piédestal devant le centre Mermet. | 1887         | à géolocaliser                   | Image manquante |
| Buste de Désiré Dalloz,                                                         | Louis-Marie Guichard | Septmoncel      | Sur la place Dalloz                                      | Représentait Désiré Dalloz. Un buste de remplacement identique est installé en 1949. | 1872         | à géolocaliser                   | Buste de Désiré Dalloz« Monument à Victor Dalloz à Septmoncel », sur À nos grands hommes,« Monument à Victor Dalloz à Septmoncel », sur e-monumen    |

## Nièvre
| Œuvre                                                 | Auteur                     | Commune               | Localisation                                   | Notes | Installation | Coordonnées                      | Illustration |
| ----------------------------------------------------- | -------------------------- | --------------------- | ---------------------------------------------- | --- | ------------ | -------------------------------- | --- |
| Buste de Jules Renard,                                | Charles-Henri Pourquet     | Chitry-les-Mines      | Devant l'église Saint-Martin, route de Marigny | Représentait Jules Renard. Un buste de remplacement réalisé par Georges Sirdey est installé en 1960.                     | 1913         | à géolocaliser                   | Buste de Jules Renard« Monument à Jules Renard à Chitry-les-Mines », sur À nos grands hommes,« Monument à Jules Renard à Chitry-les-Mines », sur e-monumen |
| Médaillon du monument aux victimes du 2 décembre 1851 | Émile Fernand-Dubois       | Cosne-Cours-sur-Loire | Dans le square Alphonse Baudin                 | Représentait Alphonse Baudin. Un médaillon de remplacement en grès émaillé réalisé par René Giblin est installé en 1996. | 1902         | 47° 24′ 39″ nord, 2° 55′ 25″ est | Monument aux victimes du 2 décembre 1851 |
| Monument à la gloire de la République,                | Émile Fernand-Dubois       | Cosne-Cours-sur-Loire | Boulevard de la République                     | | 1907         | à géolocaliser                   | Image manquante |
| Buste d'Adam Billaut,                                 | Pierre-Jean David d'Angers | Nevers                | Esplanade du château                           | Représentait Adam Billaut.                                                                                               | 1885         | à géolocaliser                   | Image manquante |
| Buste de Claude Tillier,                              | Louis-Edmond Cougny        | Nevers                | Esplanade du château                           | Représentait Claude Tillier.                                                                                             | 1885         | à géolocaliser                   | Image manquante |
| Buste d'Alexis Provot,                                | Alix Marquet               | Nevers                | Dans le square Jean-Desveaux                   | | 1910         | à géolocaliser                   | Image manquante |

## Saône-et-Loire
| Œuvre                           | Auteur                   | Commune           | Localisation                                                       | Notes | Installation | Coordonnées    | Illustration |
| ------------------------------- | ------------------------ | ----------------- | ------------------------------------------------------------------ | --- | ------------ | -------------- | --- |
| Statue de Divitiac,             | Arthur Péricaud          | Autun             | Sur la champ-de-Mars                                               | Représentait Diviciacos.                                                                                                 | 1894         | à géolocaliser | Statue de Divitiac« Monument à Divitiac, ou Divitiac, druide et chef éduens devant le Sénat romain à Autun », sur À nos grands hommes,« Monument à Divitiac, ou Divitiac, druide et chef éduens devant le Sénat romain à Autun », sur e-monumen |
| Buste de Victor Duruy,          | Claudius Chamonard       | Cluny             | Sur la place du marché                                             | Représentait Victor Duruy.                                                                                               | 1907         | à géolocaliser | Image manquante |
| Statue de Timon le Misanthrope, | François-Étienne Captier | Mâcon             | Dans la cour du musée des Ursulines                                | Représentait Timon le Misanthrope. Une statue de Machivet a été installée[Quand ?] sur le piédestal.                     | 1890         | à géolocaliser | Image manquante |
| Buste de Benoît Raclet,         | Eugène Cyrille Brunet    | Romanèche-Thorins | En face de l'église, à l'intersection de la RD 186 et de la RD 266 | Représentait Benoît Raclet. Érigé en 1864 à l'entrée du bourg. Un buste de remplacement en pierre est installé[Quand ?]. | 1881         | à géolocaliser | Buste de Benoît Raclet« Monument à Benoît Raclet à Romanèche-Thorins », sur À nos grands hommes,« Monument à Benoît Raclet à Romanèche-Thorins », sur e-monumen                                                                                 |

## Territoire de Belfort
| Œuvre | Auteur | Commune | Localisation | Notes | Installation | Coordonnées | Illustration |
| ----- | ------ | ------- | ------------ | ----- | ------------ | ----------- | ------------ |

## Yonne
| Œuvre                                   | Auteur                 | Commune | Localisation                               | Notes | Installation | Coordonnées                      | Illustration    |
| --------------------------------------- | ---------------------- | ------- | ------------------------------------------ | --- | ------------ | -------------------------------- | --------------- |
| Statue de Joseph Fourier,               | Edme Nicolas Faillot   | Auxerre | Sur la place de la Bibliothèque            | Représentait Joseph Fourier. Érigée dans le jardin botanique de la place Notre-Dame-la-Dehors en 1849. Elle est retirée[Quand ?] et installée dans le nouveau jardin botanique, rue du Champ. | 1882         | 47° 47′ 54″ nord, 3° 34′ 06″ est | Image manquante |
| Buste de Pierre Marie de Saint-Georges, | Georges Loiseau-Bailly | Auxerre | Dans le square devant le palais de justice | Représentait Pierre Marie de Saint-Georges. | 1912         | à géolocaliser                   | Image manquante |
| Statue du baron Louis Jacques Thénard,  | Jules-Antoine Droz     | Sens    | Sur la place Drapès                        | Représentait Louis Jacques Thénard. Le piédestal resté vide est retiré en 1990 et replacé cours Tarbé.                                                                                        | 1861         | à géolocaliser                   | Image manquante |